# 玉蒲团之官人我要
《玉蒲团之官人我要》是一部1998年香港三級片，剧情取自传统戏曲《玉堂春》。

## 劇情
妓院女主人高老大（植敬雯 飾）訓練三個新妓女，蘇三（楊嘉玲 飾），沈鳳翎（冬怡 飾）和晴雲（鍾真 飾），引出豔遇、淫行和奇案。
高老大拍賣蘇三初夜權，雷大官人（徐錦江 飾）與書生朱志昂（邵傳勇 飾）志在必得，蘇三與多情書生朱志昂相戀，雷大官人退而求其次買下沈鳳翎。朱志昂上京考試，高老大逼迫蘇三接客，雷大官人是豪爽富翁同情蘇三的遭遇，就納其為妾，免遭身心的蹂躪。雷大官人的妻子沈鳳翎與奸夫孫巨陽（王俊棠 飾）設下奸計謀害雷官大人致死，然後他們買通官府，禍嫁蘇三，使她遭受酷刑，屈打成招，面臨死刑。這時書生朱志昂高中狀元，作為欽差大臣回歸故裏，通過查訪知道冤屈，為蘇三平反昭雪，懲辦了真正的凶手，最後蘇三為了不耽誤朱志昂的前程，決意削髮為尼，渡過下半生。

## 演員表
| 演員   | 角色   | 粵語配音 | 備註 |
| 楊嘉玲 | 蘇三   | 陸惠玲   | 暗香浮妓女 後被雷霆贖身立為妾侍 朱志昂之情人 晴雲之好友兼閨友 被沈鳳翎，孫巨陽，蘇知府，馬大嫂一同陷害 沉冤得雪之後，結尾和晴雲一同到庵堂削髮為尼                       |
| 冬怡   | 沈鳳翎 | 黃鳳英   | 暗香浮妓女 因與大黑鬼渾而被高老大背部刺青作懲罰 後被雷霆贖身立為妻子 孫巨陽之表妹兼情婦，一同計謀毒殺雷霆謀財害命兼嫁禍蘇三，最後被朱志昂下令嚴刑迫供以致大量出血而身亡 |
| 鍾真   | 晴雲   | 曾秀清   | 暗香浮妓女 蘇三之好友兼閨友 結尾和蘇三一同到庵堂削髮為尼 |
| 植敬雯 | 高老大 | 黃玉娟   | 暗香浮老闆兼媽媽生 曾為妓女，退休後開業妓寨 |
| 徐錦江 | 雷霆   | 黃志明   | 雷大官人 馬匹商人 暗香浮常客 朱志昂之好友 沈鳳翎和蘇三之夫 被沈鳳翎和孫巨陽毒殺謀財害命而身亡                                                                           |
| 邵傳勇 | 朱志昂 |          | 書生後上京考試高中當欽差大臣 蘇三之情人 黃蓮之好友兼雇主 雷霆之好友 洪七之徒弟                                                                                          |
| 黄斌   | 黃蓮   |          | 朱志昂之書僮兼好友 後朱志昂高中當欽差大臣後跟隨當下屬 |
| 王俊棠 | 孫巨陽 | 張炳強   | 雷霆之下屬兼帳房 沈鳳翎之表哥兼情夫，一同計謀毒殺雷霆謀財害命兼嫁禍蘇三，最後被朱志昂判處宮刑                                                                           |
| 羅莽   | 洪七   | 古明華   | 大俠 朱志昂之師父 |
| 許思敏 | 馬大嫂 | 黃玉娟   | 臨安大牢女獄頭 假扮蘇知府的夫人欺騙蘇三簽下認罪書 與蘇知府，沈鳳翎，孫巨陽勾結一同陷害蘇三                                                                              |
| 洪曉芸 | 田氏   | 黃鳳英   | 臨安大牢女囚犯 死囚，因偷漢殺夫而被判秋後斬立決 片頭行刑前一晚被獄卒們欺騙一同鬼濁可獲得免死和離開大牢，最後被多名男死囚輪姦虐待至死在臨安大牢中                        |
|        | 大黑   |          | 暗香浮員工 高老大之下屬 中土的非洲裔移居人士 因與沈鳳翎鬼渾而被高老大割掉睾丸作懲罰                                                                                     |
|        | 蘇知府 |          | 臨安知府 與沈鳳翎，孫巨陽，馬大嫂勾結一同陷害蘇三 |
| 張炳強 | 旁述   | 張炳強   | |

## 軼事
楊嘉玲曾以本片女主角名義出版過一本寫真集，其後退出娛樂圈。

## 外部連結
- 開眼電影網上《玉蒲团之官人我要》的資料（繁體中文）
- 香港影庫上《玉蒲团之官人我要》的資料（繁體中文）
- 豆瓣电影上《玉蒲团之官人我要》的資料 （简体中文）
- AllMovie上《玉蒲团之官人我要》的资料（英文）
- 互联网电影数据库（IMDb）上《玉蒲团之官人我要》的资料（英文）